# Cycle ovarien
Ne doit pas être confondu avec le cycle menstruel.
Le cycle ovarien désigne les modifications engendrées et subies par les ovaires chez un individu femelle pubère. Il se compose de différents stades et peut varier en fonction des époques de la vie.

## À partir de la puberté
Sauf exception, chaque individu de sexe féminin pubère dispose d'un cycle menstruel, contrôlé par l'hypothalamus. Sous l'effet de la GnRH produite par l'hypothalamus, l'antéhypophyse sécrète des gonadotrophines. Ces hormones, hormones folliculo-stimulante (FSH) et lutéinique (LH), assurent la stimulation et le contrôle des modifications cycliques de l'ovaire, qui produit à son tour œstrogènes et progestérone.  

Évolution de la structure de l'ovaire (en haut) et de l'endomètre (en bas), en fonction des périodes du cycle. L’estradiol et la progestérone sont des hormones produites par l'ovaire pendant son cycle.

## Déroulement

### Phase folliculaire
Un certain nombre de follicules cavitaires (5 à 15 environ) commencent leurs accroissement sous l'influence de l'hormone FSH. Normalement, un seul de ces follicules cavitaires atteindra la maturité (follicule mûr qui formera par ailleurs un relief sur l'ovaire). Les autres dégénèreront. Durant cette phase, il y a une multiplication des cellules de la granulosa responsable du développement du follicule mûr. Sous l'effet de la LH, il y a une reprise de la méiose permettant, 24 heures avant l'ovulation, de former un ovocyte II dans la cavité du follicule mûr. En parallèle et toujours sous l'effet de la LH, on assiste à une maturation cytoplasmique et membranaire de l'ovocyte II peu avant l'ovulation.

### Ovulation
Elle dure quelques secondes. La déchirure du follicule mûr entraîne expulsion de l'ovocyte bloqué en stade II de la méiose, dans la trompe. La couche de la cellule membranaire qui l'entoure formera un follicule hémorragique.

### Phase lutéale
D'environ 14 jours, le follicule hémorragique se transforme rapidement en corps jaune (multiplication et transformation des cellules folliculaires en cellules lutéales). Il atteint son maximum au 21e jour puis régresse rapidement s'il n'y a pas de fécondation (corps blanc).
Lors du cycle suivant, un autre groupe de follicules commencera à proliférer et à nouveau, un seul atteindra la maturité. Ainsi, la majorité des follicules est vouée à la dégénérescence. Rappelons qu'il en va de même au cours du développement folliculaire. Lorsqu'un follicule s'atrésie (c'est-à-dire se dégrade), l'ovocyte et les cellules folliculaires qui l'entourent dégénèrent et sont remplacés par un tissu conjonctif qui forme le corpus atreticum. Au cours de la maturation folliculaire se forment un grand nombre de cellules folliculaires et de cellules de la thèque. Ensemble, ces cellules contribuent à la sécrétion des œstrogènes qui :
- déclenchent la phase folliculaire ou proliférative au niveau de l'endomètre.
- stimule la formation de LH par l'antéhypophyse lorsqu'un certain seuil de concentration est dépassé (à forte dose) et donne alors lieu à un pic de LH, déclencheur de l'ovulation.